# ماوية
ماوية (بالصينية: 毛主义) تعرف أيضاً بفكر (أو فكرة) ماو تسي تونغ، وهي مجموعة متنوعة من الماركسية اللينينية التي طورها ماو تسي تونغ لتحقيق ثورة اشتراكية في المجتمع الزراعي ما قبل الصناعي لجمهورية الصين وبعد ذلك جمهورية الصين الشعبية. الفرق الفلسفي بين الماوية والماركسية اللينينية هو أن الفلاحين هم الطليعة الثورية في مجتمعات ما قبل الصناعة وليس البروليتاريا. هذا التحديث والتكيف للماركسية اللينينية مع الظروف الصينية حيث يكون التطبيق الثوري أساسيًا والعقيدة الأيديولوجية ثانوية يمثل الماركسية اللينينية الحضرية التي تكيفت مع الصين ما قبل الصناعية. تطور الادعاء بأن ماو تسي تونغ قد قام بتكييف الماركسية اللينينية مع الظروف الصينية إلى فكرة أنه قام بتحديثها بطريقة أساسية تنطبق على العالم ككل.
الماركسية اللينينية الماوية هي نظرية شيوعية ثورية تستند إلى أفكار ماركس وأنجلس ولينين وستالين، وبخلاف الأحزاب الشيوعية التقليدية تبرز هذه النظرية أفكار القائد الشيوعي الصيني ماو تسي تونج وتعتبرها تطويراً خلاقاً للماركسية اللينينية. تميزت الأحزاب الشيوعية الماوية بالقيام بحروب شعبية ضد الإمبريالية والأنظمة المرتبطة بها مستلهمة التجربة الصينية ودروس ماوتسي تونغ العسكرية وميراث الحركة الشيوعية العالمية بدءاً من كومونة باريس، وفي الثمانينات من القرن الماضي نشأت الحركة الأممية الثورية التي ضمت مجموعة كبيرة من الاحزاب والمنظمات الشيوعية الماوية وأصدرت بياناً تاريخياً يحوصل وجهات نظرها سنة 1984 طورته في التسعينات من القرن الماضي تحت عنوان: عاشت الماركسية اللينينية الماوية.
من الخمسينيات حتى الإصلاحات الاقتصادية الصينية لدنغ شياو بينغ في أواخر السبعينيات، كانت الماوية هي الأيديولوجية السياسية والعسكرية للحزب الشيوعي الصيني والحركات الثورية الماوية في جميع أنحاء العالم. لكن بعد الانقسام الصيني السوفياتي في الستينيات، ادعى كل من الحزب الشيوعي الصيني والحزب الشيوعي للاتحاد السوفيتي أنهما الوريث الوحيد والخليفة لجوزيف ستالين فيما يتعلق بالتفسير الصحيح للماركسية اللينينية والزعيم الأيديولوجي للشيوعية العالمية.
في أواخر سبعينيات القرن الماضي، طورت المجموعة الإرهابية البيروفية الحزب الشيوعي في بيرو (الدرب المضيء) الماوية ودمجتها في الماركسية - اللينينية - الماوية، وهي مجموعة متنوعة معاصرة من الماركسية - اللينينية التي من المفترض أنها مستوى أعلى من الماركسية اللينينية التي يمكن تطبيقها عالميًا.

## تعريف ماركسي
هي التطور الثالث للماركسية بطورها اللينيني أي انها امتداد نظري ومعرفي للماركسية اللينينية عبر أطروحات وإسهامات الرئيس ماو تسي تونغ، التي ترقى لأن تكون تطورا للماركسية اللينينية الجدلية الدائمة التطور.
أضاف ماوتسي تونغ العديد من الإسهامات النظرية التي ترقى لأن تكون طوراً ثالثاً في الماركسية اللينينية مثل: في التناقض المبحث الفلسفي العظيم في النظرة إلى العالم وخصائص التناقض، وضد الجمود العقدي في الحزب، الممارسة العملية والعلاقة بين المعرفة والعمل، بالإضافة إلى تصحيح الأفكار الخاطئة في الحزب الشيوعي مثل "الديمقراطية المتطرفة، والفردية والذاتية، وأضاف أسلوب تحليل الطبقات الاجتماعية في المجتمعات الريفية، وقضايا الأستراتيجية في الحرب الشعبية وحركات التحرر المسلحة، ومناهضة الأمبريالية.
تعتبر هذه الإسهامات تطوراً في الماركسية اللينينية لأنها تشمل العديد من الجوانب الأيدلوجية والفكرية، فشملت الفلسفة الماركسية وشملت تطوير استراتيجيات مقاومة الإمبريالية وفهمها وتحليلها انطلاقاً من التطور اللينيني للماركسية ودراسات لينين، بالإضافة إلى تحليل العلاقة بين المعرفة والعمل والتي تعتبر أهم أفكار الماركسية اللينينية والمدرسة الثورية الشيوعية، بالإضافة إلى الجوانب السياسية والأقتصادية والاجتماعية والأخلاقية والعسكرية، أي باختصار إن ما قدمه ماو كان شاملاً وموسوعياً بحق، استحقت أن تكون هذه الأفكار تطوراً للماركسية اللينينية.

## الأصول

### التقليد الفكري الصيني الحديث
في مطلع القرن العشرين، تم تعريف التقليد الفكري الصيني المعاصر من خلال مفهومين أساسيين: (1) تحطيم المعتقدات التقليدية و(2) القومية.

#### الثورة المتمردة ومناهضة الكونفوشيوسية
بحلول مطلع القرن العشرين، وجد قطاع صغير نسبيًا ولكنه مهم اجتماعيًا من النخبة التقليدية في الصين (أي ملاك الأراضي والبيروقراطيين) أنفسهم متشككين بشكل متزايد في فعالية الكونفوشيوسية وحتى شرعيتها الأخلاقية. شكّل هؤلاء المتشائمون المتشككون شريحة جديدة من المجتمع الصيني، مثقفون حديثون كان قدومهم - أو كما وصفها مؤرخ الصين موريس ميسنر، انشقاقهم - بشرًا ببداية تدمير طبقة النبلاء كطبقة اجتماعية في الصين.
كان سقوط آخر سلالة إمبريالية صينية في عام 1911 علامة على الفشل النهائي للنظام الأخلاقي الكونفوشيوسي وفعل الكثير لجعل الكونفوشيوسية مرادفًا للمحافظة السياسية والاجتماعية في أذهان المثقفين الصينيين. كان هذا الارتباط بين المحافظين والكونفوشيوسية هو الذي أعار الطبيعة المتمردة للفكر الفكري الصيني خلال العقود الأولى من القرن العشرين.
تم التعبير عن تحطيم المعتقدات التقليدية الصينية بشكل واضح وصاخب من قبل تشين دوكسيو خلال حركة الثقافة الجديدة التي حدثت بين عامي 1915 و1919. اقتراح «التدمير الكامل لتقاليد وقيم الماضي»، قاد الحركة الثقافية الجديدة الشباب الجديد، وهي دورية نشرها تشين دوكسيو وكان لها تأثير عميق على الشاب ماو تسي تونغ، الذي ظهر أول عمل منشور في صفحات المجلة.

#### القومية وجاذبية الماركسية
إلى جانب تحطيم الأيقونات، سيطرت مناهضة الإمبريالية الراديكالية على التقليد الفكري الصيني وتطورت ببطء إلى حماسة قومية شرسة أثرت على فلسفة ماو بشكل كبير وكانت حاسمة في تكييف الماركسية مع النموذج الصيني. كانت معاهدة فرساي، التي تم توقيعها في عام 1919، ضرورية لفهم المشاعر القومية الصينية في ذلك الوقت. أثارت المعاهدة موجة من الاستياء القومي المرير لدى المفكرين الصينيين حيث تم نقل الأراضي التي تم التنازل عنها سابقًا لألمانيا في شاندونغ - دون استشارة الصينيين - إلى السيطرة اليابانية بدلاً من إعادتها إلى السيادة الصينية.
بلغ رد الفعل السلبي ذروته في حادثة 4 مايو في عام 1919 والتي بدأت خلالها احتجاج مع 3000 طالب في بكين أبدوا غضبهم من إعلان تنازلات معاهدة فرساي لليابان. اتخذ الاحتجاج منعطفًا عنيفًا حيث بدأ المتظاهرون في مهاجمة منازل ومكاتب الوزراء الذين يُنظر إليهم على أنهم يتعاونون مع اليابانيين أو يتقاضون رواتبهم مباشرة. إن حادثة وحركة 4 مايو التي أعقبت ذلك «حفزت الصحوة السياسية لمجتمع بدا لفترة طويلة خاملًا وهادئًا».
سيكون لحدث دولي آخر تأثير كبير ليس فقط على ماو، ولكن أيضًا على المثقفين الصينيين. أثارت الثورة الروسية اهتمامًا كبيرًا بين المثقفين الصينيين، على الرغم من أن الثورة الاشتراكية في الصين لم تكن تعتبر خيارًا قابلاً للتطبيق إلا بعد حادثة 4 مايو. بعد ذلك، «كان التحول إلى ماركسي إحدى الطرق التي يستخدمها المثقف الصيني لرفض تقاليد الماضي الصيني والهيمنة الغربية للحاضر الصيني».

### فترة يانان بين نوفمبر 1935 ومارس 1947
خلال الفترة التي أعقبت المسيرة الطويلة مباشرة، كان المقر الرئيسي لماو والحزب الشيوعي الصيني (CPC) في يانان، وهي مدينة على مستوى المحافظة في مقاطعة شنشي. خلال هذه الفترة، أثبت ماو نفسه بوضوح كمنظر ماركسي وأنتج الجزء الأكبر من الأعمال التي سيتم تقديسها لاحقًا في «فكر ماو تسي تونغ». تم وضع القاعدة الفلسفية البدائية للأيديولوجية الشيوعية الصينية في أطروحات ماو الديالكتيكية العديدة وتم نقلها إلى أعضاء الحزب المعينين حديثًا. لقد أسست هذه الفترة حقًا الاستقلال الأيديولوجي عن موسكو لماو والحزب الشيوعي الصيني.
على الرغم من أن فترة يانان قد أجابت على بعض الأسئلة، الإيديولوجية والنظرية، التي أثارتها الثورة الشيوعية الصينية، إلا أنها تركت العديد من الأسئلة الحاسمة دون حل، بما في ذلك كيف كان من المفترض أن يطلق الحزب الشيوعي الصيني ثورة اشتراكية بينما منفصلة تمامًا عن المجال الحضري.

### التطور الفكري لماو تسي تونغ

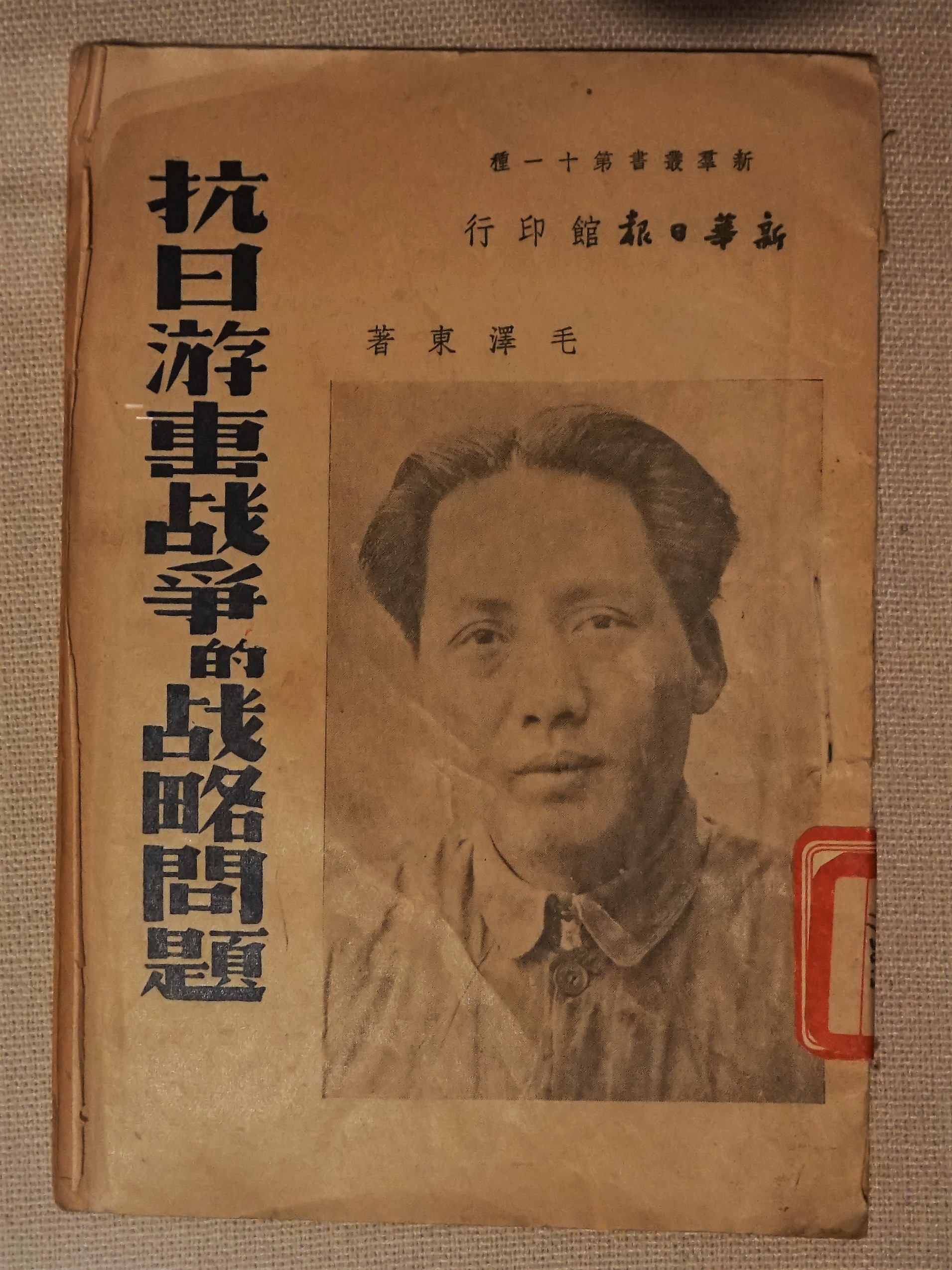
القضايا الإستراتيجية لحرب العصابات ضد اليابان (1938)

يمكن تقسيم التطور الفكري لماو إلى خمس فترات رئيسية، وهي (1) الفترة الماركسية الأولى من 1920 إلى 1926؛ (2) الفترة التكوينية للماويين من 1927 إلى 1935؛ (3) الفترة الماوية الناضجة من عام 1935 إلى عام 1940؛ (4) فترة الحرب الأهلية من عام 1940 إلى عام 1949؛ و(5) فترة ما بعد 1949 بعد الانتصار الثوري.

#### الفترة الماركسية الأولى (1920-1926)
يوظف التفكير الماركسي تفسيرات اجتماعية واقتصادية وشيكة وكانت أسباب ماو تصريحات عن حماسه. لم يعتقد ماو أن التعليم وحده سيؤدي إلى الانتقال من الرأسمالية إلى الشيوعية بسبب ثلاثة أسباب رئيسية. (1) من الناحية النفسية، لن يتوب الرأسماليون ويتجهوا نحو الشيوعية بمفردهم؛ (2) يجب أن يطيح الشعب بالحكام؛ (3) «البروليتاريون ساخطون، وظهرت المطالبة بالشيوعية وأصبحت بالفعل حقيقة». هذه الأسباب لا تقدم تفسيرات اجتماعية اقتصادية، والتي عادة ما تشكل جوهر الأيديولوجية الماركسية.

#### الفترة الماوية التكوينية (1927-1935)
في هذه الفترة، تجنب ماو جميع المضامين النظرية في أدبه واستخدم الحد الأدنى من الفكر الماركسي. فشلت كتاباته في هذه الفترة في توضيح ما كان يقصده بـ «الطريقة الماركسية للتحليل السياسي والطبقي». قبل هذه الفترة، كان ماو مهتمًا بالانقسام بين المعرفة والعمل. كان أكثر اهتمامًا بالفصل بين الأيديولوجية الثورية والظروف الموضوعية المضادة للثورة. كان هناك المزيد من الارتباط بين الصين والنموذج السوفيتي.

#### الفترة الماوية الناضجة (1935-1940)
من الناحية الفكرية، كان هذا أكثر أوقات ماو مثمرة. كان التحول في التوجه واضحًا في كتيب المشكلات الإستراتيجية للحرب الثورية الصينية (ديسمبر 1936). حاول هذا الكتيب تقديم مظهر نظري لاهتمامه بالممارسة الثورية. بدأ ماو في الانفصال عن النموذج السوفيتي لأنه لم يكن قابلاً للتطبيق تلقائيًا في الصين. تطلبت مجموعة الظروف التاريخية الفريدة في الصين تطبيقًا فريدًا مماثلًا للنظرية الماركسية، وهو تطبيق يجب أن يختلف عن النهج السوفييتي.

القضايا الإستراتيجية في الحرب الثورية الصينية (1947)

#### فترة الحرب الأهلية (1940-1949)
على عكس الفترة الناضجة، كانت هذه الفترة قاحلة فكريا. ركز ماو أكثر على الممارسة الثورية وقلل من الاهتمام بالنظرية الماركسية. واصل التأكيد على النظرية كمعرفة عملية المنحى. كان أكبر موضوع للنظرية خوض فيه يتعلق بحركة Cheng Feng لعام 1942. هنا لخص ماو العلاقة بين النظرية الماركسية والممارسة الصينية: «الهدف هو الثورة الصينية، السهم هو الماركسية اللينينية. نحن الشيوعيون الصينيون نسعى للحصول على هذا السهم ليس لأي غرض آخر سوى إصابة هدف الثورة الصينية وثورة الشرق». التركيز الجديد الوحيد كان اهتمام ماو بنوعين من الانحراف الذاتي: (1) الدوغمائية، الاعتماد المفرط على النظرية المجردة. (2) التجريبية، الاعتماد المفرط على الخبرة.

#### فترة ما بعد الحرب الأهلية (1949-1976)
كان انتصار عام 1949 بالنسبة لماو تأكيدًا على النظرية والتطبيق. «التفاؤل هو المفتاح لتوجه ماو الفكري في فترة ما بعد عام 1949». قام ماو بمراجعة النظرية بحزم لربطها بالممارسة الجديدة للبناء الاشتراكي. تظهر هذه المراجعات في نسخة عام 1951 من «حول التناقض». «في الثلاثينيات، عندما تحدث ماو عن التناقض، كان يقصد التناقض بين الفكر الذاتي والواقع الموضوعي. في المادية اللهجة لعام 1940، رأى المثالية والمادية على أنهما ارتباطان محتملان بين الفكر الذاتي والواقع الموضوعي. في الأربعينيات من القرن الماضي، لم يقدم أي عناصر جديدة في فهمه لتناقض الموضوع-الموضوع. في إصدار عام 1951 من كتابه حول التناقض، رأى التناقض كمبدأ عالمي يقوم على أساس جميع عمليات التنمية، ولكن مع كل تناقض يمتلك خصوصيته».

### الاختلافات عن الماركسية
تختلف الماوية والماركسية في الطرق التي يتم بها تعريف البروليتاريا، وفي أي ظروف سياسية واقتصادية ستبدأ ثورة شيوعية.
1. بالنسبة لكارل ماركس، كانت البروليتاريا هي الطبقة العاملة الحضرية، والتي تم تحديدها في الثورة التي أطاحت بها البرجوازية بالإقطاع.[26] بالنسبة لماو تسي تونج، كانت البروليتاريا هي ملايين الفلاحين، كما أشار إليهم بالجماهير الشعبية. أسس ماو ثورته على الفلاحين. كانوا يمتلكون، حسب قوله، صفتين: (1) كانوا فقراء و(2) كانوا صفحة سياسية فارغة؛ وبكلمات ماو، «[أ] الورقة النظيفة لا تحتوي على أي بقع، وبالتالي يمكن كتابة أحدث وأجمل الكلمات عليها».[27]
2. بالنسبة لماركس، كانت الثورة البروليتارية تغذيها من الداخل نمط الإنتاج الرأسمالي. أنه مع تطور الرأسمالية «ينشأ توتر بين قوى الإنتاج ونمط الإنتاج».[28] إن التوتر السياسي بين قوى الإنتاج (العمال) ومالكي وسائل الإنتاج (الرأسماليين) سيكون حافزًا لا مفر منه للثورة البروليتارية التي من شأنها أن تؤدي إلى مجتمع شيوعي. ماو لم يؤيد نظرية ماركس الدورية الحتمية في النظام الاقتصادي. كان هدفه هو توحيد الأمة الصينية وبالتالي تحقيق التغيير التدريجي للصين في شكل الشيوعية؛ ومن ثم، كانت هناك حاجة للثورة دفعة واحدة. في كتابه «الاتحاد العظيم للجماهير الشعبية» (1919)، كتب ماو، «إن انحطاط الدولة، ومعاناة الإنسانية، وظلام المجتمع قد بلغ ذروته».[29]

## عناصر

### ديمقراطية جديدة
كانت نظرية الديمقراطية الجديدة معروفة للثوار الصينيين منذ أواخر الأربعينيات. اعتبرت هذه الأطروحة أنه بالنسبة لغالبية سكان العالم، لا يمكن فتح الطريق الطويل إلى الاشتراكية إلا من خلال «ثورة وطنية، شعبية، ديمقراطية، مناهضة للإقطاعية ومعادية للإمبريالية، يديرها الشيوعيون».

### حرب الشعب
معتبرة أن «السلطة السياسية تنبت من فوهة البندقية»، تؤكد الماوية على «النضال الثوري للغالبية العظمى من الناس ضد الطبقات المستغِلة وهياكل الدولة الخاصة بهم»، والتي أطلق عليها ماو «حرب الشعب». يحشد الفكر الماوي أجزاء كبيرة من سكان الريف للثورة ضد المؤسسات القائمة من خلال الانخراط في حرب العصابات، ويركز على «إحاطة المدن من الريف».
تنظر الماوية إلى التقسيم الصناعي الريفي باعتباره تقسيمًا رئيسيًا استغله الرأسمالية، محددًا الرأسمالية على أنها تشمل مجتمعات العالم الأول المتقدمة الصناعية الحضرية التي تحكم مجتمعات العالم الثالث النامية الريفية. تحدد الماوية أن حركات تمرد الفلاحين في سياقات وطنية معينة كانت جزءًا من سياق الثورة العالمية، حيث ترى الماوية أن الريف العالمي سيطغى على المدن العالمية. بسبب هذه الإمبريالية من قبل العالم الرأسمالي الحضري الأول تجاه العالم الثالث الريفي، أيدت الماوية حركات التحرر الوطني في العالم الثالث.

### خط جماعي
على عكس نموذج الطليعة اللينينية الذي استخدمه البلاشفة، ترى نظرية الخط الجماهيري أن الحزب يجب ألا ينفصل عن الجماهير الشعبية، سواء في السياسة أو في النضال الثوري. لإجراء ثورة ناجحة، يجب إخبار الحزب باحتياجات ومطالب الجماهير حتى يتمكن الحزب من تفسيرها من وجهة نظر ماركسية.

### ثورة ثقافية
تنص نظرية الثورة الثقافية على أن الثورة البروليتارية وديكتاتورية البروليتاريا لا يقضيان على الأيديولوجية البرجوازية - يستمر الصراع الطبقي بل ويشتد خلال الاشتراكية، لذلك يجب خوض صراع مستمر ضد هذه الأيديولوجيات وجذورها الاجتماعية. الثورة الثقافية موجهة أيضا ضد التقاليد.

### تناقض
استمد ماو من كتابات كارل ماركس وفريدريك إنجلز وفلاديمير لينين في تفصيل نظريته. من الناحية الفلسفية، تبرز أهم تأملاته حول مفهوم «التناقض» (maodun). في مقالتين رئيسيتين، حول التناقض والتعامل الصحيح مع التناقضات بين الناس، يتبنى الفكرة الوضعية التجريبية (التي شاركها إنجلز) بأن التناقض موجود في المادة نفسها وبالتالي في أفكار الدماغ أيضًا. تتطور المادة دائمًا من خلال التناقض الديالكتيكي: «الترابط بين الجوانب المتناقضة الموجودة في كل الأشياء والصراع بين هذه الجوانب يحدد حياة الأشياء ويدفع تطورها إلى الأمام. لا يوجد شيء لا يحتوي على تناقض. بدون تناقض لن يوجد شيء».
اعتبر ماو أن التناقضات كانت أهم سمة للمجتمع وبما أن المجتمع تهيمن عليه مجموعة واسعة من التناقضات، فإن هذا يستدعي مجموعة واسعة من الاستراتيجيات المختلفة. الثورة ضرورية لحل التناقضات العدائية تمامًا مثل تلك بين العمل ورأس المال. التناقضات التي تنشأ داخل الحركة الثورية تستدعي تصحيح أيديولوجي لمنعها من أن تصبح معادية. علاوة على ذلك، فإن كل تناقض (بما في ذلك الصراع الطبقي، التناقض القائم بين علاقات الإنتاج والتطور الملموس لقوى الإنتاج) يعبر عن نفسه في سلسلة من التناقضات الأخرى، بعضها مهيمن والبعض الآخر لا. «هناك العديد من التناقضات في عملية تطوير الشيء المعقد، وأحدها هو بالضرورة التناقض الرئيسي الذي يحدد وجوده وتطوره أو يؤثر على وجود وتطور التناقضات الأخرى».
يجب معالجة التناقض الأساسي بأولوية عند محاولة جعل التناقض الأساسي «ترسيخًا». يشرح ماو مزيدًا من التفاصيل حول هذا الموضوع في مقال حول الممارسة، «حول العلاقة بين المعرفة والممارسة، بين المعرفة والفعل». هنا، تربط الممارسة «التناقض» بـ «الصراع الطبقي» بالطريقة التالية، مدعيةً أنه يوجد داخل نمط الإنتاج ثلاثة مجالات تعمل فيها الممارسة: الإنتاج الاقتصادي، والتجريب العلمي (الذي يحدث أيضًا في الإنتاج الاقتصادي ولا ينبغي أن يكون جذريًا. منفصل عن السابق) وأخيراً الصراع الطبقي. يمكن اعتبار هذه الأشياء المناسبة للاقتصاد والمعرفة العلمية والسياسة.
تتعامل هذه المجالات الثلاثة مع المادة بأشكالها المختلفة بوساطة اجتماعية. ونتيجة لذلك، فهي العوالم الوحيدة التي قد تنشأ فيها المعرفة (لأن الحقيقة والمعرفة لها معنى فقط فيما يتعلق بالمادة، وفقًا لنظرية المعرفة الماركسية). يؤكد ماو — مثل ماركس في محاولته مواجهة «المثالية البرجوازية» في عصره — أن المعرفة يجب أن تستند إلى أدلة تجريبية. نتائج المعرفة من الفرضيات التي تم التحقق منها على النقيض من الكائن الحقيقي؛ هذا الكائن الحقيقي، على الرغم من أنه يتوسط فيه الإطار النظري للموضوع، إلا أنه يحتفظ بأهميته المادية وسيقدم مقاومة لتلك الأفكار التي لا تتوافق مع حقيقته. وهكذا في كل من هذه المجالات (الممارسة الاقتصادية والعلمية والسياسية)، يجب تحديد التناقضات (المبدئية والثانوية) واستكشافها وتشغيلها لتحقيق الهدف الشيوعي. يتضمن هذا الحاجة إلى معرفة، «علميًا»، كيف تنتج الجماهير (كيف تعيش وتفكر وتعمل)، لاكتساب معرفة كيف يعبر الصراع الطبقي (التناقض الرئيسي الذي يعبر عن نمط الإنتاج، في مجالاته المختلفة) عن نفسه.

توصف الماوية بأنها ماركسية - لينينية تكيفت مع الظروف الصينية في حين أن الماركسية المختلفة - اللينينية - الماوية تعتبر قابلة للتطبيق عالميًا

### نظرية العوالم الثلاثة
تنص نظرية العوالم الثلاثة على أن دولتين إمبرياليتين شكلت خلال الحرب الباردة «العالم الأول» - الولايات المتحدة والاتحاد السوفيتي. يتكون العالم الثاني من الدول الإمبريالية الأخرى في مناطق نفوذها. يتكون العالم الثالث من الدول غير الإمبريالية. كلا العالمين الأول والثاني يستغلان العالم الثالث، لكن العالم الأول هو الطرف الأكثر عدوانية. العمال في العالمين الأول والثاني «اشتريتهم» الإمبريالية، مما يمنع الثورة الاشتراكية. من ناحية أخرى، فإن شعوب العالم الثالث ليس لديهم حتى اهتمام قصير النظر بالظروف السائدة، وبالتالي من المرجح أن تظهر الثورة في دول العالم الثالث، مما سيضعف الإمبريالية من الانفتاح على الثورات في بلدان أخرى أيضًا.

### الاشتراكية الزراعية
تنحرف الماوية عن الماركسية التقليدية المستوحاة من أوروبا من حيث أن تركيزها ينصب على الريف الزراعي، بدلاً من القوى الحضرية الصناعية - وهذا ما يُعرف بالاشتراكية الزراعية. والجدير بالذكر أن الأحزاب الماوية في بيرو ونيبال والفلبين تبنت ضغوطًا متساوية على المناطق الحضرية والريفية، اعتمادًا على تركيز البلاد على النشاط الاقتصادي. خرجت الماوية مع إطار الاتحاد السوفيتي تحت حكم نيكيتا خروتشوف، واصفة إياه بأنه «رأسمالي دولة» و«تحريفي»، وهو مصطلح ازدرائي بين الشيوعيين يشير إلى أولئك الذين يقاتلون من أجل الرأسمالية باسم الاشتراكية والذين يبتعدون عن المادية التاريخية والديالكتيكية.
على الرغم من أن الماوية تنتقد القوى الرأسمالية الصناعية الحضرية، إلا أنها تنظر إلى التصنيع الحضري كشرط أساسي لتوسيع التنمية الاقتصادية وإعادة التنظيم الاشتراكي إلى الريف، بهدف تحقيق التصنيع الريفي الذي من شأنه أن يلغي التمييز بين المدينة والريف.

## في الصين
في فترة ما بعد الثورة، تم تعريف فكر ماو تسي تونغ في دستور الحزب الشيوعي الصيني على أنه «الماركسية اللينينية المطبقة في سياق صيني»، التي تم تجميعها من قبل ماو والصين «قادة الجيل الأول». إنه يؤكد أن الصراع الطبقي مستمر حتى لو كانت البروليتاريا قد أطاحت بالفعل بالبرجوازية وكانت هناك عناصر رأسمالية رجعية داخل الحزب الشيوعي نفسه. قدمت الماوية أول مبدأ توجيهي نظري شامل للحزب الشيوعي الصيني فيما يتعلق بكيفية مواصلة الثورة الاشتراكية، وإنشاء مجتمع اشتراكي، والبناء العسكري الاشتراكي، وسلط الضوء على التناقضات المختلفة في المجتمع التي يجب معالجتها من خلال ما يسمى «البناء الاشتراكي». بينما لا تزال تحظى بالثناء على أنها القوة الرئيسية التي هزمت «الإمبريالية والإقطاعية» وأنشأت «صينًا جديدة» من قبل الحزب الشيوعي الصيني، إلا أن الأيديولوجية لا تزال قائمة بالاسم فقط في دستور الحزب الشيوعي حيث ألغى دينغ شياو بينغ معظم الممارسات الماوية في عام 1978، قدموا أيديولوجية إرشادية تسمى «الاشتراكية ذات الخصائص الصينية».

## بعد وفاة ماو تسي تونغ

### الصين

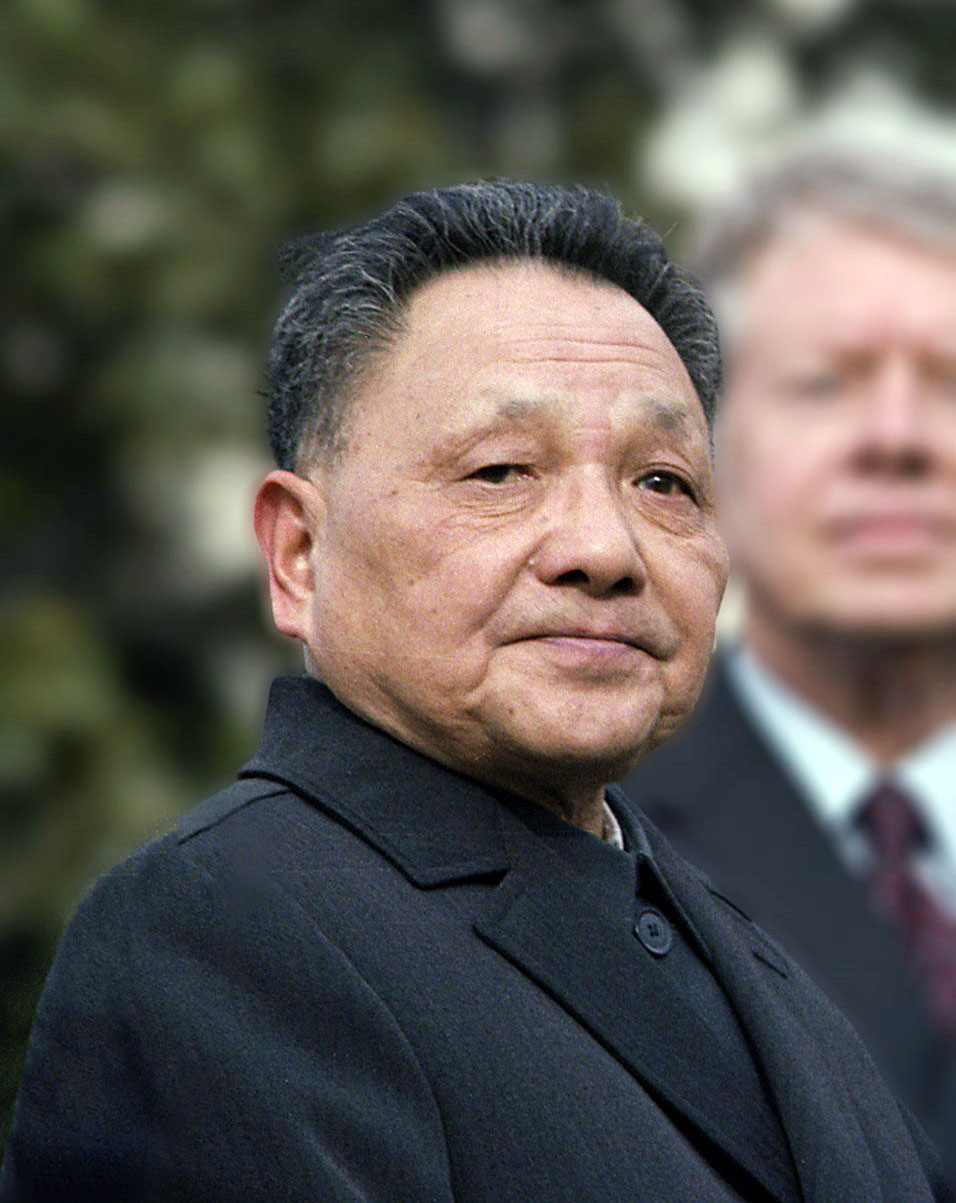
دنغ شياو بينغ

بعد وقت قصير من وفاة ماو في عام 1976، بدأ دنغ شياو بينغ إصلاحات السوق الاشتراكية في عام 1978، وبذلك بدأ التغيير الجذري في أيديولوجية ماو في جمهورية الصين الشعبية. على الرغم من أن فكر ماو تسي تونغ لا يزال يمثل أيديولوجية الدولة، إلا أن تحذير دينغ بـ «البحث عن الحقيقة من الحقائق» يعني أن سياسات الدولة يتم الحكم عليها بناءً على نتائجها العملية وفي العديد من المجالات، تم تقليل دور الأيديولوجيا في تحديد السياسة بشكل كبير. فصل دينغ أيضًا ماو عن الماوية، مما أوضح أن ماو كان معصومًا من الخطأ، وبالتالي فإن حقيقة الماوية تأتي من مراقبة العواقب الاجتماعية بدلاً من استخدام اقتباسات ماو كقانون مقدس، كما حدث في حياة ماو.
ينتقد الماويون المعاصرون في الصين التفاوتات الاجتماعية التي أوجدها الحزب الشيوعي التحريفي. يقول بعض الماويين إن سياسات دنغ للإصلاح والانفتاح الاقتصادي التي أدخلت مبادئ السوق أدت إلى نهاية الماوية في الصين، على الرغم من أن دينغ نفسه أكد أن إصلاحاته كانت تدعم فكر ماو تسي تونغ في تسريع إنتاج القوى المنتجة للبلاد.
بالإضافة إلى ذلك، تمت إعادة كتابة دستور الحزب لإعطاء الأفكار الاشتراكية لدنغ مكانة بارزة على أفكار ماو. إحدى نتائج ذلك هي أن الجماعات خارج الصين التي تصف نفسها بأنها ماوية تعتبر الصين عمومًا على أنها نبذت الماوية واستعادت الرأسمالية، وهناك تصور واسع داخل الصين وخارجها بأن الصين قد تخلت عن الماوية. ومع ذلك، في حين أنه من المسموح الآن التشكيك في تصرفات معينة لماو والتحدث عن التجاوزات التي تم ارتكابها باسم الماوية، فهناك حظر في الصين على التشكيك علنًا في صحة الماوية أو التساؤل عما إذا كانت الإجراءات الحالية للحزب الشيوعي الصيني «الماوية».
على الرغم من أن فكر ماو تسي تونغ لا يزال مدرجًا كأحد المبادئ الأساسية الأربعة لجمهورية الصين الشعبية، فقد تمت إعادة تقييم دوره التاريخي. يقول الحزب الشيوعي الآن أن الماوية كانت ضرورية لتحرير الصين من ماضيها الإقطاعي، لكنه يقول أيضًا إن تصرفات ماو قد أدت إلى تجاوزات خلال الثورة الثقافية.

وجهة النظر الرسمية هي أن الصين قد وصلت الآن إلى مرحلة اقتصادية وسياسية، تُعرف بالمرحلة الأولية للاشتراكية، حيث تواجه الصين مشاكل جديدة ومختلفة لم يتوقعها ماو تمامًا، وبالتالي فإن الحلول التي دعا إليها ماو لم تعد ذات صلة بتيار الصين الحالي. الظروف. جاء الإعلان الرسمي للموقف الجديد للحزب الشيوعي الصيني في يونيو 1981، عندما انعقدت الجلسة الكاملة السادسة للجنة المركزية الحادية عشرة للمؤتمر الوطني للحزب. جاء في القرار المؤلف من 35000 كلمة بشأن بعض الأسئلة في تاريخ حزبنا منذ تأسيس جمهورية الصين الشعبية:
المسؤولية الرئيسية عن الخطأ «اليساري» الخطير ل «الثورة الثقافية»، خطأ شامل في الحجم وطويل الأمد، يقع بالفعل على عاتق الرفيق ماو تسي تونغ [...] [و] بعيدًا عن إجراء تحليل صحيح للعديد من المشكلات لقد خلط الصواب والباطل والناس بالعدو [...] وهنا تكمن مأساته.
يرى العلماء خارج الصين أن إعادة العمل لتعريف الماوية على أنها تقدم مبرر أيديولوجي لما يرون أنه استعادة لأساسيات الرأسمالية في الصين من قبل دينغ وخلفائه، الذين سعوا إلى «إزالة جميع العقبات الأيديولوجية والفسيولوجية أمام الاقتصاد. إعادة تشكيل». في عام 1978، أدى ذلك إلى الانقسام الصيني الألباني عندما استنكر الزعيم الألباني أنور خوجا دنغ باعتباره تعديليًا وشكل الخوخية باعتباره شكلًا مناهضًا للتحريف من الماركسية.
يعتبر الحزب الشيوعي الصيني رسميًا ماو نفسه «زعيمًا ثوريًا عظيمًا» لدوره في محاربة الغزو الياباني الفاشي خلال الحرب العالمية الثانية وإنشاء جمهورية الصين الشعبية، لكن الماوية كما تم تطبيقها بين عامي 1959 و1976 تعتبر اليوم من قبل CPC ككارثة اقتصادية وسياسية. في أيام دينغ، كان دعم الماوية الراديكالية يعتبر شكلاً من أشكال «الانحراف اليساري» وكونه قائمًا على عبادة الشخصية، على الرغم من أن هذه «الأخطاء» تُنسب رسميًا إلى عصابة الأربعة بدلاً من أن تُنسب إلى ماو نفسه. ألقي القبض على آلاف الماويين في فترة هوا غوفينغ بعد عام 1976. حكم على الماويين البارزين تشانغ تشون تشياو وجيانغ كينغ بالإعدام مع إرجاء التنفيذ لمدة عامين بينما حكم على البعض الآخر بالسجن المؤبد أو السجن لمدة 15 عاما.

### دوليا

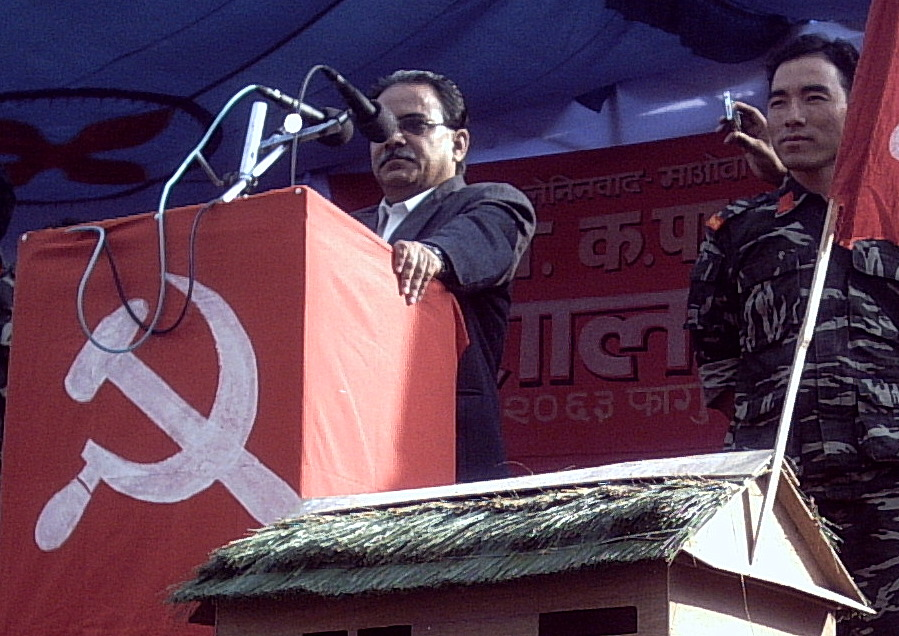
الزعيم الماوي براشاندا يتحدث في تجمع حاشد في بوخارا، نيبال

بعد وفاة ماو عام 1976 وما تلاه من صراعات على السلطة في الصين، انقسمت الحركة الماوية العالمية إلى ثلاثة معسكرات. مجموعة واحدة، مؤلفة من مجموعات مختلفة من عدم الانحياز إيديولوجيًا، أعطت دعمًا ضعيفًا للقيادة الصينية الجديدة في عهد دنغ شياو بينغ. ندد معسكر آخر بالقيادة الجديدة باعتبارها خونة لقضية الماركسية - اللينينية - فكر ماو تسي تونغ. وقف المعسكر الثالث إلى جانب الألبان في إدانة نظرية العوالم الثلاثة للحزب الشيوعي الصيني (انظر الانقسام الصيني الألباني).
سيبدأ المعسكر الموالي للألبان في العمل كمجموعة دولية أيضًا (بقيادة إنفر هوكسها وAPL) وكان قادرًا أيضًا على دمج العديد من الجماعات الشيوعية في أمريكا اللاتينية، بما في ذلك الحزب الشيوعي البرازيلي. لاحقًا، اعتنق الشيوعيون في أمريكا اللاتينية مثل «الطريق المضيء في بيرو» أيضًا مبادئ الماوية.
أظهرت القيادة الصينية الجديدة القليل من الاهتمام بالمجموعات الأجنبية المختلفة التي تدعم صين ماو. العديد من الأحزاب الأجنبية التي كانت أحزابًا أخوية متحالفة مع الحكومة الصينية قبل عام 1975 إما تم حلها أو تخلت عن الحكومة الصينية الجديدة تمامًا أو حتى تخلت عن الماركسية اللينينية وتطورت إلى أحزاب ديمقراطية اجتماعية غير شيوعية. ما يسمى اليوم بالحركة الماوية الدولية تطور من المعسكر الثاني - الأحزاب التي عارضت دينغ وقالت إنها تدعم الإرث الحقيقي لماو.

## النفوذ الدولي

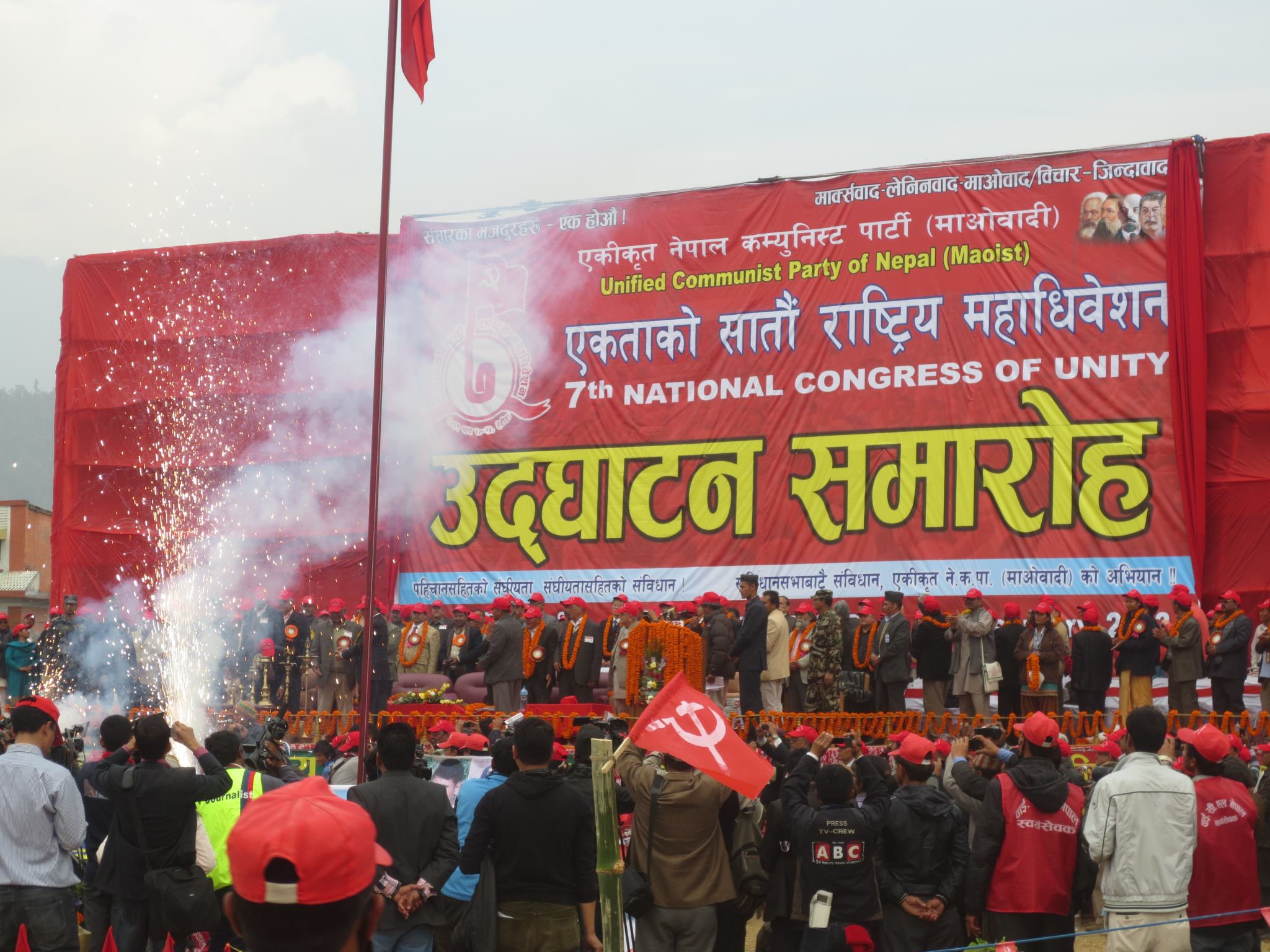
الحزب الشيوعي النيبالي (المركز الماوي) في فبراير 2013

منذ عام 1962 فصاعدًا، أدى التحدي الذي واجهه الحزب الشيوعي الصيني للهيمنة السوفييتية في الحركة الشيوعية العالمية إلى انقسامات مختلفة في الأحزاب الشيوعية حول العالم. في مرحلة مبكرة، وقف حزب العمل الألباني إلى جانب الحزب الشيوعي الصيني. وكذلك فعل العديد من الأحزاب الشيوعية السائدة (غير المنشقة) في جنوب شرق آسيا، مثل الحزب الشيوعي البورمي والحزب الشيوعي التايلاندي والحزب الشيوعي الإندونيسي. حاولت بعض الأحزاب الآسيوية، مثل حزب العمال الفيتنامي وحزب العمال الكوري اتخاذ موقف وسطي.
يقال إن الخمير الحمر في كمبوديا كان نسخة طبق الأصل من النظام الماوي. وفقًا لهيئة الإذاعة البريطانية (BBC)، فإن الحزب الشيوعي لكمبوتشيا (CPK) في كمبوديا، المعروف باسم الخمير الحمر، يرتبط بقوة بالماوية ويصنف عمومًا على أنه حركة ماوية اليوم. ومع ذلك، يؤكد الماويون والماركسيون عمومًا أن حزب العمال الكردستاني انحرف بشدة عن العقيدة الماركسية وأن الإشارات القليلة إلى الصين الماوية في دعاية حزب العمال الكردستاني كانت تنتقد الصينيين.
سعت جهود مختلفة لإعادة تجميع الحركة الشيوعية الدولية في ظل الماوية منذ وقت وفاة ماو في عام 1976. في الغرب والعالم الثالث، تم تشكيل عدد كبير من الأحزاب والمنظمات التي أيدت الروابط مع الحزب الشيوعي الصيني. غالبًا ما أخذوا أسماء مثل الحزب الشيوعي (الماركسي اللينيني) أو الحزب الشيوعي الثوري لتمييز أنفسهم عن الأحزاب الشيوعية التقليدية الموالية للسوفييت. كانت الحركات المؤيدة للحزب الشيوعي الصيني في كثير من الحالات مبنية على موجة الراديكالية الطلابية التي اجتاحت العالم في الستينيات والسبعينيات.
هناك حزب شيوعي غربي كلاسيكي واحد فقط انحاز إلى الحزب الشيوعي الصيني، الحزب الشيوعي النيوزيلندي. تحت قيادة الحزب الشيوعي الصيني وماو تسي تونغ، ظهرت حركة شيوعية دولية موازية لمنافسة السوفييت، على الرغم من أنها لم تكن أبدًا رسمية ومتجانسة مثل الاتجاه المؤيد للسوفييت.
جهد آخر لإعادة تجميع الحركة الشيوعية الدولية هو المؤتمر الدولي للأحزاب والمنظمات الماركسية اللينينية (ICMLPO). ثلاثة أحزاب بارزة تشارك في ICMLPO هي الحزب الماركسي اللينيني الألماني (MLPD) والحزب الشيوعي الفلبيني (CPP) والمنظمة الشيوعية الماركسية اللينينية - الطريقة البروليتارية. تسعى ICMLPO إلى التوحيد حول الماركسية اللينينية، وليس الماوية. ومع ذلك، فإن بعض الأحزاب والمنظمات داخل ICMLPO تعرف بفكر ماو تسي تونغ أو الماوي.

### أفغانستان
كانت منظمة الشباب التقدمي منظمة ماوية في أفغانستان. تأسست في عام 1965 وكان أكرم ياري أول زعيم لها، حيث دعا إلى الإطاحة بالنظام الحالي عن طريق الحرب الشعبية.
تأسس الحزب الشيوعي (الماوي) في أفغانستان في عام 2004 من خلال اندماج خمسة أحزاب الامتيازات والرهون البحرية.

### أستراليا
الحزب الشيوعي الأسترالي (الماركسي اللينيني) هو منظمة ماوية في أستراليا. تأسست في عام 1964 على أنها انفصال مؤيد لماو عن الحزب الشيوعي الأسترالي.

### بنغلاديش
حزب بوربا بانجلار ساربهارا هو حزب ماوي في بنغلاديش. تأسست عام 1968 وكان أول قائد لها سراج سيكر. لعب الحزب دورًا في حرب تحرير بنغلاديش.

### بلجيكا
كان للانقسام الصيني السوفياتي تأثير مهم على الشيوعية في بلجيكا. شهد الحزب الشيوعي البلجيكي الموالي للسوفيات انقسام الجناح الماوي تحت قيادة جاك غريبا. كان الأخير عضوًا منخفض المستوى في حزب سي بي بي قبل الانقسام، لكن جريبا برز بشكل بارز حيث شكل خصمًا ماويًا داخليًا جديرًا لقيادة الحزب. أتباعه يشار إليهم أحيانًا باسم جريبستين أو جريبستيز. عندما أصبح واضحًا أن الاختلافات بين القيادة الموالية لموسكو والجناح المؤيد لبكين كانت كبيرة جدًا، قرر جريبا والوفد المرافق له الانفصال عن حزب سي بي بي وشكلوا الحزب الشيوعي البلجيكي - الماركسي - اللينيني (PCBML). كان لـ PCBML بعض التأثير، معظمه في منطقة بورينج الصناعية بشدة في والونيا، لكنه لم يتمكن أبدًا من جمع المزيد من الدعم من سي بي بي. احتفظ الأخير بمعظم قيادته وقاعدته داخل المعسكر الموالي للسوفييت. ومع ذلك، كان PCBML أول حزب ماوي أوروبي، وتم الاعتراف به في وقت تأسيسه باعتباره أكبر وأهم منظمة ماوية في أوروبا خارج ألبانيا.
على الرغم من أن PCBML لم يكتسب أبدًا موطئ قدم في فلاندرز، إلا أنه كانت هناك حركة ماوية ناجحة بشكل معقول في هذه المنطقة. من بين النقابات الطلابية التي تشكلت في أعقاب احتجاجات مايو 1968، تم تشكيل حزب كل القوة للعمال (AMADA)، كحزب طليعي قيد الإنشاء. نشأت هذه المجموعة الماوية في الغالب من طلاب من جامعتي لوفين وجينت، لكنها تمكنت من اكتساب بعض التأثير بين عمال المناجم المضربين خلال إغلاق مناجم الحجر البلجيكي في أواخر الستينيات وأوائل السبعينيات. أصبحت هذه المجموعة حزب العمال البلجيكي (PVDA-PTB) في عام 1979 ولا تزال موجودة حتى اليوم، على الرغم من أن قاعدة قوتها قد تحولت إلى حد ما من فلاندرز نحو والونيا. ظل حزب العمال WPB مخلصًا لتعاليم ماو لفترة طويلة، ولكن بعد المؤتمر العام الذي عقد في عام 2008، قطع الحزب رسميًا ماضيه الماوي / الستاليني.

### الإكوادور
الحزب الشيوعي الإكوادوري - ريد صن، المعروف أيضًا باسم بوكا إنتي، هو منظمة حرب عصابات ماوية صغيرة في الإكوادور.

### الهند
الحزب الشيوعي الهندي (الماوي) هو المنظمة الماوية الرائدة في الهند. تم دمج مجموعتين سياسيتين رئيسيتين بسبب الولاء لأفكار ماو، وهما الحزب الشيوعي الهندي (الماركسي اللينيني) الحرب الشعبية والمركز الشيوعي الماوي في الهند (MCCI)، في 21 سبتمبر 2004 لتشكيل الحزب الشيوعي الهندي (الماوي). تم تصنيف CPI (الماوي) كمنظمة إرهابية في الهند بموجب قانون (منع) الأنشطة غير المشروعة.

### إيران
كان اتحاد الشيوعيين الإيرانيين (ساربيداران) منظمة إيرانية ماوية. تم تشكيل اتحاد المحاكم الإسلامية في عام 1976 بعد تحالف عدد من الجماعات الماوية التي تقوم بأعمال عسكرية داخل إيران. في عام 1982، حشد اتحاد المحاكم الإسلامية (اتحاد المحاكم الإسلامية) القوات في الغابات حول أمول وشن تمردا ضد الحكومة الإسلامية. كانت الانتفاضة في النهاية فاشلة وتم إطلاق النار على العديد من قادة اتحاد المحاكم الإسلامية. تم حل الحزب عام 1982
في أعقاب خيبة أمل اتحاد الشيوعيين الإيرانيين، تم تشكيل الحزب الشيوعي الإيراني (الماركسي - اللينيني - الماوي) في عام 2001. الحزب هو استمرار لحركة سربيداران واتحاد الشيوعيين الإيرانيين (ساربيداران). CPI (البحرية) تعتقد أن إيران تشكل شبه مستعمرة بالدولة وتحاول إطلاق «الحرب الشعبية» في إيران.

### فلسطين
الجبهة الديمقراطية لتحرير فلسطين منظمة سياسية وعسكرية ماوية. استند التوجه السياسي الأصلي للجبهة الديمقراطية لتحرير فلسطين على الرأي القائل بأن الأهداف الوطنية الفلسطينية لا يمكن أن تتحقق إلا من خلال ثورة الجماهير وحرب الشعب.

### الفلبين
الحزب الشيوعي الفلبيني هو أكبر حزب شيوعي في الفلبين، نشط منذ 26 ديسمبر 1968 (عيد ميلاد ماو). تم تشكيلها كنتيجة لحركة التصحيح الكبرى الأولى والانشقاق بين الحزب الشيوعي الفلبيني القديم بعام 1930، والذي اعتبره المؤسسون بمثابة مراجعة. تم تشكيل حزب الشعب الكمبودي على أسس ماوية في تناقض صارخ مع حزب العمال التقدمي القديم الذي ركز بشكل أساسي على النضال البرلماني. أسس حزب الشعب الكمبودي خوسيه ماريا سيسون وكوادر أخرى من الحزب القديم.
كما يتمتع حزب الشعب الكمبودى بجناح مسلح يمارس سيطرة مطلقة عليه، وهو الجيش الشعبي الجديد. وتشن حاليًا حرب عصابات ضد حكومة جمهورية الفلبين في الريف ولا تزال نشطة حاليًا. يعد كل من حزب الشعب الكمبودي وحزب الشعب الجديد جزءًا من الجبهة الديمقراطية الوطنية للفلبين، وهي توطيد للمنظمات القطاعية الماوية مثل كاباتانغ ماكابايان كجزء من إستراتيجية الجبهة المتحدة. يمثل الحزب الوطني الديمقراطي أيضًا الحكومة الديمقراطية الشعبية في محادثات السلام.

### البرتغال

علم FP-25

كانت الحركات الماوية في البرتغال نشطة للغاية خلال السبعينيات، وخاصة خلال ثورة القرنفل التي أدت إلى سقوط الحكومة الفاشية إستادو نوفو في عام 1974.
كانت أكبر حركة ماوية في البرتغال هي حزب العمال الشيوعي البرتغالي. كان الحزب من بين أكثر حركات المقاومة نشاطا قبل الثورة الديمقراطية البرتغالية عام 1974، وخاصة بين طلاب لشبونة. بعد الثورة، اكتسبت MRPP شهرة بلوحاتها الجدارية الكبيرة والفنية للغاية.
نشط بشكل مكثف خلال عامي 1974 و1975، وخلال ذلك الوقت كان للحزب أعضاء أصبحوا فيما بعد مهمين للغاية في السياسة الوطنية. على سبيل المثال، كان رئيس وزراء البرتغال المستقبلي، خوسيه مانويل دوراو باروسو، نشطًا داخل الحركات الماوية في البرتغال وتم تحديده على أنه ماوي. في الثمانينيات من القرن الماضي، كانت القوات الشعبية في 25 نيسان منظمة مسلحة ماوية يسارية متطرفة أخرى تعمل في البرتغال بين عامي 1980 و1987 بهدف خلق الاشتراكية في البرتغال بعد ثورة القرنفل.

### إسبانيا
كان الحزب الشيوعي الإسباني (المعاد تشكيله) حزبًا ماويًا إسبانيًا سريًا. وكان الجناح العسكري للحزب في الأول من أكتوبر هو جماعات المقاومة المناهضة للفاشية.

### السويد
في عام 1968، كانت طائفة ماوية متطرفة صغيرة تسمى المتمردون (بالسويدية: Rebellerna) في ستوكهولم. بقيادة فرانسيسكو ساريون، طالبت المجموعة دون جدوى السفارة الصينية بقبولهم في الحزب الشيوعي الصيني. استمرت المنظمة بضعة أشهر فقط.

### تركيا
الحزب الشيوعي التركي / الماركسي اللينيني (TKP / ML) هو منظمة ماوية في تركيا تشن حاليًا حربًا شعبية ضد الحكومة التركية. تأسست في عام 1972 على أنها انفصلت عن حزب ماوي غير شرعي آخر، حزب العمال والفلاحين الثوريين التركي (TİIKP) الذي أسسه دوغو بيرينجيك في عام 1969، بقيادة إبراهيم كايباكايا. يُطلق على الجناح العسكري للحزب اسم جيش تحرير العمال والفلاحين في تركيا (TİKKO).
ونجح TİİKP من قبل الحزب الوطني الذي هو الكمالية، القومية اليسارية وEurasianist الحزب.

### الولايات المتحدة

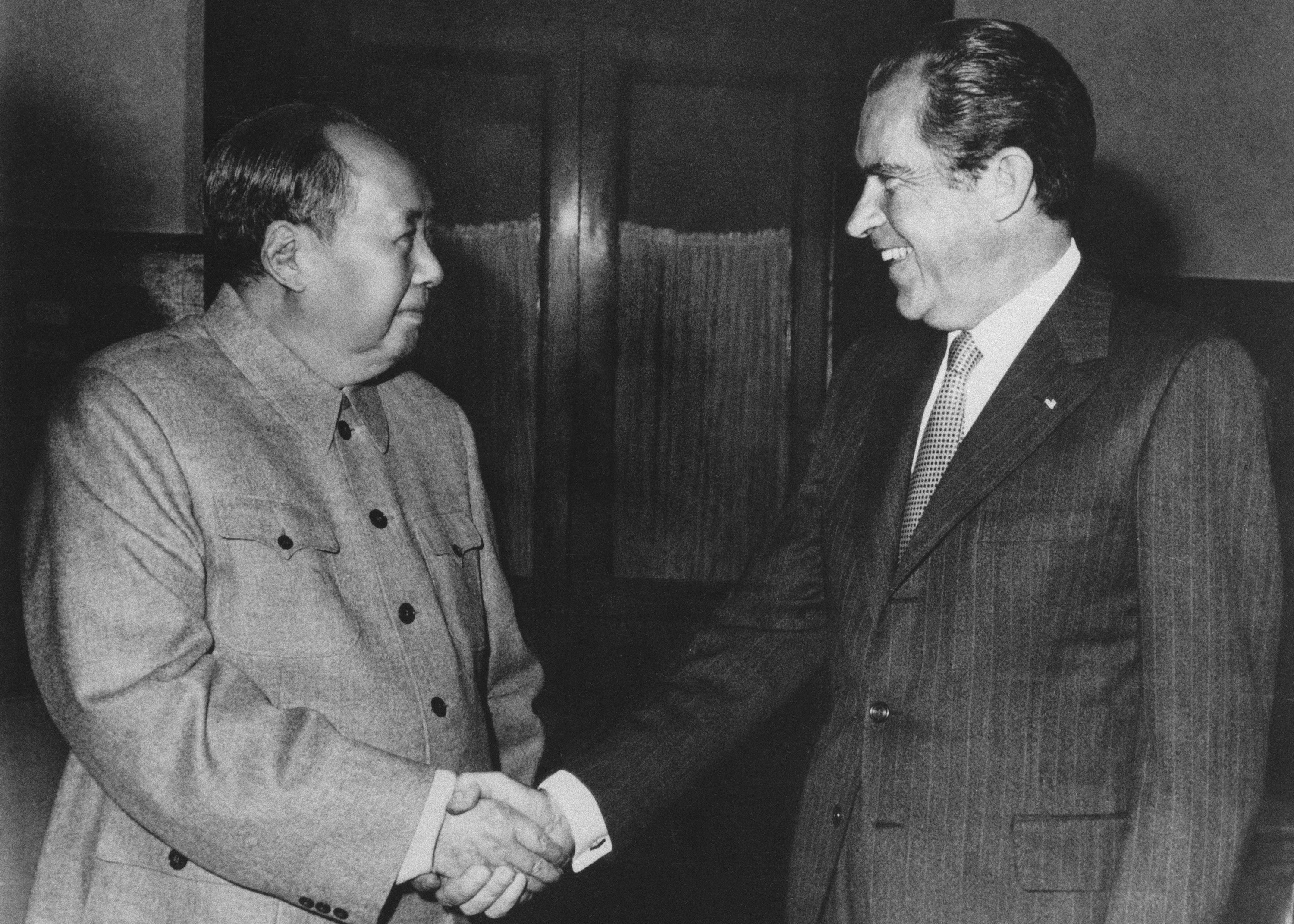
ماو تسي تونغ يجتمع ريتشارد نيكسون في 21 فبراير 1972، مما أدى إلى تحول جذري من الأحداث التي أخذت نيكسون خطوات لالتوترات تهدئة بين جمهورية الصين الشعبية والولايات المتحدة، ابتداء من بطء عملية إعادة العلاقات الدبلوماسية بين البلدين القوى العالمية

بعد الستينيات المضطربة (ولا سيما أحداث عام 1968، مثل إطلاق هجوم تيت، واغتيال مارتن لوثر كينغ جونيور، واحتجاجات جامعية على مستوى الأمة وانتخاب ريتشارد نيكسون)، شكّل أنصار الأيديولوجية الماوية "الأكبر" والأكثر ديناميكية "فرع الاشتراكية الأمريكية. من هذا الفرع جاءت مجموعة من "الصحف والمجلات والكتب والنشرات"، تحدث كل منها عن عدم قابلية إصلاح النظام الأمريكي وأعلنت الحاجة إلى ثورة اجتماعية منسقة. من بين العديد من المبادئ الماوية، تعاطفت مجموعة الثوريين الأمريكيين الطموحين مع فكرة حرب الشعب المطولة، والتي من شأنها أن تسمح للمواطنين بالتعامل العسكري مع الطبيعة القمعية للرأسمالية العالمية. خلال الستينيات أيضًا، أدى الاستياء المتزايد من الاضطهاد العنصري والاستغلال الاجتماعي والاقتصادي إلى ولادة أكبر مجموعتين ماويتين منظمتين رسميًا: وهما الحزب الشيوعي الثوري ورابطة أكتوبر. لكن هذه لم تكن المجموعات الوحيدة: ظهرت مجموعة كبيرة من المنظمات والحركات في جميع أنحاء العالم أيضًا، بما في ذلك I Wor Kuen، ومؤتمر العمال السود، ومنظمة العمال الثوريين في بورتوريكو، والحركة التاسعة والعشرين في أغسطس، ومنظمة وجهة نظر العمال، والعديد من الآخرين - وكلها تدعم بشكل مفرط العقيدة الماوية.
دبرتها صحيفة الغارديان، في ربيع عام 1973، جرت محاولة لدمج خيوط الماوية الأمريكية بسلسلة من المنتديات تحت رعاية، بعنوان «أي طريق لبناء حزب شيوعي جديد؟» في ذلك الربيع، اجتذبت المنتديات 1200 مشارك إلى قاعة في مدينة نيويورك. تمحورت الرسالة المركزية للحدث حول «بناء حزب مناهض للتحريفية وغير تروتسكي وغير أناركي». من هذه المنتديات الأخرى التي عُقدت في جميع أنحاء العالم، غطت موضوعات مثل «دور القوى المعادية للإمبريالية في الحركة المناهضة للحرب» و«مسألة الأمة السوداء» - كل منتدى حشد، في المتوسط، جمهور من 500 ناشط، وبمثابة «مقياس قوة الحركة».
أثبتت الحركات الأمريكية الماوية والماركسية اللينينية المزدهرة أنها متفائلة بثورة محتملة، لكن «الافتقار إلى التطور السياسي وتفشي الانتهازية اليمينية واليسارية المتطرفة» أحبطت تقدم المبادرة الشيوعية الكبرى. في عام 1972، قام ريتشارد نيكسون بزيارة تاريخية إلى جمهورية الصين الشعبية لمصافحة الرئيس ماو تسي تونغ؛ كانت هذه المصافحة البسيطة بمثابة تهدئة تدريجية للعداء الشرقي الغربي وإعادة تشكيل العلاقات بين القوى العالمية «الأقوى والأكثر اكتظاظًا بالسكان»: الولايات المتحدة والصين. بعد ما يقرب من عقد من الانقسام الصيني السوفياتي، هدأ هذا الود المكتشف حديثًا بين الدولتين التذمر الأمريكي المناهض للرأسمالية وشكل التراجع المطرد للماوية الأمريكية، حتى توقفها غير الرسمي في أوائل الثمانينيات.
كان حزب الفهود السود (BPP) آخر حزب ثوري يساري يتخذ من أمريكا مقراً له ويعارض الإمبريالية العالمية الأمريكية. كانت منظمة مسلحة سوداء موصوفة ذاتيًا لها فروع حضرية في أوكلاند ونيويورك وشيكاغو وسياتل ولوس أنجلوس، ومتعاطفًا علنيًا مع الحركات العالمية المناهضة للإمبريالية (على سبيل المثال مقاومة فيتنام للجهود الاستعمارية الأمريكية الجديدة). في عام 1971، قبل عام من زيارة نيكسون الضخمة، وصل زعيم الحزب هيوي بي. نيوتن إلى الصين، وبعد ذلك انبهر على الفور بالشرق الغامض وإنجازات الثورة الشيوعية في الصين. بعد عودته إلى الولايات المتحدة، قال نيوتن إن «كل ما رأيته في الصين أظهر أن جمهورية الصين الشعبية هي أرض حرة ومتحررة مع حكومة اشتراكية» و«إن رؤية مجتمع لا طبقي يعمل هو أمر لا يُنسى». وأثنى على قوة الشرطة الصينية ووصفها بأنها «[تخدم] الشعب» واعتبر أن الصينيين يتناقضون مع تطبيق القانون الأمريكي الذي يمثل، وفقًا لنيوتن، «مجموعة مسلحة ضخمة تعارض إرادة الشعب». بشكل عام، بدأ لقاء نيوتن الأول مع المجتمع المناهض للرأسمالية تحررًا نفسيًا وضمّن في داخله الرغبة في تقويض النظام الأمريكي لصالح ما أطلق عليه حزب BPP «الانتماء الطائفي الرجعي». علاوة على ذلك، تم تأسيس BPP نفسها على إطار سياسي فلسفي مشابه لإطار ماو CCP، أي «النظام الفلسفي للمادية الديالكتيكية» مقترنًا بالنظرية الماركسية التقليدية. كانت كلمات ماو نفسه، المقتبسة بشكل ليبرالي في خطابات وكتابات الحزب، بمثابة ضوء إرشادي لتحليل الحزب والتطبيق النظري للإيديولوجية الماركسية.

كتب نيوتن في سيرته الذاتية بعنوان Revolutionary Suicide، التي نُشرت عام 1973:
يقول الرئيس ماو أن الموت يأتي إلينا جميعًا، لكنه يختلف في أهميته: فالموت من أجل الرجعي أخف من الريشة؛ أن تموت من أجل الثورة أثقل من جبل تاي. [... ] عندما قدمت حلولي لمشاكل السود، أو عندما عبرت عن فلسفتي، قال الناس، «حسنًا، أليس هذا اشتراكية؟» كان بعضهم يستخدم التسمية الاشتراكية لإحباطني، لكنني اعتقدت أنه إذا كانت هذه اشتراكية، فيجب أن تكون الاشتراكية وجهة نظر صحيحة. لذلك قرأت المزيد من أعمال الاشتراكيين وبدأت أرى تشابهًا قويًا بين معتقداتي ومعتقداتهم. اكتمل تحويلي عندما قرأت المجلدات الأربعة لماو تسي تونغ لمعرفة المزيد عن الثورة الصينية.

## النقد والتنفيذ

على الرغم من عدم قبوله داخل الحزب الشيوعي الصيني بحلول عام 1978، لا يزال ماو يحظى بالاحترام، مع خط دينغ الشهير "70% صحيح، 30% خطأ"

فقدت الماوية مكانتها داخل الحزب الشيوعي الصيني، بدءًا من إصلاحات دنغ شياو بينغ في عام 1978. اعتقد دينغ أن الماوية أظهرت مخاطر «اليسار المتطرف»، والتي تجلى في الأذى الذي ارتكبته مختلف الحركات الجماهيرية التي ميزت العصر الماوي. في الشيوعية الصينية، يمكن اعتبار مصطلح «اليسار» كناية عن السياسات الماوية. ومع ذلك، ذكر دينغ أن الجانب الثوري للماوية يجب اعتباره منفصلاً عن جانب الحكم، مما أدى إلى لقبه الشهير أن ماو كان «70% على حق، و30% على خطأ». يتفق العلماء الصينيون بشكل عام على أن تفسير دينغ للماوية يحافظ على شرعية الحكم الشيوعي في الصين، ولكن في نفس الوقت ينتقدون أسلوب ماو في الحكم الاقتصادي والسياسي.
يقول الناقد غراهام يونغ إن الماويين يرون جوزيف ستالين على أنه آخر زعيم اشتراكي حقيقي للاتحاد السوفيتي، لكنهم يسمحون بأن التقييمات الماوية لستالين تختلف بين الإيجابية للغاية والمتناقضة. رأى بعض الفلاسفة السياسيين، مثل مارتن كوهين، في الماوية محاولة للجمع بين الكونفوشيوسية والاشتراكية - ما أطلق عليه أحدهما «طريق ثالث بين الشيوعية والرأسمالية».
انتقد إنور خوجا الماوية من منظور ماركسي لينيني، بحجة أن الديمقراطية الجديدة توقف الصراع الطبقي، تسمح بالاستغلال الرأسمالي غير المقيد، نظرية العوالم الثلاثة هي «معادية للثورة» وشككت في أساليب حرب العصابات التي قام بها ماو.
يقول البعض إن ماو ابتعد عن اللينينية ليس فقط بسبب عدم اهتمامه شبه التام بالطبقة العاملة الحضرية، ولكن أيضًا بمفهومه لطبيعة ودور الحزب. بالنسبة للينين، كان الحزب مقدسًا لأنه كان تجسيدًا لـ «الوعي البروليتاري» ولم يكن هناك شك حول من هم المعلمون ومن هم التلاميذ. من ناحية أخرى، بالنسبة لماو، كان من المستحيل دائمًا الإجابة على هذا السؤال.
يمكن القول إن تطبيق الفكر الماوي في الصين كان مسؤولاً عن ما يصل إلى 70 مليون حالة وفاة في زمن السلم، مع الثورة الثقافية، والحملة المناهضة لليمين 1957-1958 والقفزة العظيمة إلى الأمام. جادل بعض المؤرخين أنه بسبب إصلاحات ماو للأراضي خلال القفزة العظيمة للأمام والتي أدت إلى المجاعات، فقد مات ثلاثون مليونًا بين عامي 1958 و1961. بحلول نهاية عام 1961، انخفض معدل المواليد إلى النصف تقريبًا بسبب سوء التغذية. أدت الحملات النشطة، بما في ذلك عمليات التطهير الحزبية و«إعادة التثقيف» إلى السجن و/ أو إعدام أولئك الذين اعتُبروا مخالفين لتنفيذ المُثُل الماوية. لا تزال حوادث تدمير التراث الثقافي والدين والفن مثيرة للجدل. رأى بعض العلماء الغربيين أن الماوية تشارك على وجه التحديد في معركة للسيطرة على الطبيعة وإخضاعها وكانت كارثة على البيئة.

### الشعبوية
كما آمن ماو بقوة بمفهوم الشعب الموحد. كانت هذه المفاهيم هي التي دفعته إلى التحقيق في انتفاضات الفلاحين في هونان بينما كان بقية الشيوعيين الصينيين في المدن وركزوا على البروليتاريا الماركسية الأرثوذكسية. العديد من ركائز الماوية، مثل عدم الثقة بالمثقفين والبغض من التخصص المهني، هي أفكار شعبية نموذجية. إن مفهوم «حرب الشعب» الذي يعتبر محوريًا جدًا للفكر الماوي هو مفهوم شعبوي في أصوله. اعتقد ماو أن المثقفين وكوادر الحزب يجب أن يصبحوا طلابًا أول من الجماهير ليصبحوا معلمين للجماهير فيما بعد. كان هذا المفهوم حيويًا لاستراتيجية «حرب الشعب» المذكورة أعلاه.

### القومية
لعبت دوافع ماو القومية أيضًا دورًا مهمًا للغاية في تكيف الماركسية مع النموذج الصيني وفي تشكيل الماوية. اعتقد ماو حقًا أن الصين ستلعب دورًا أوليًا حاسمًا في الثورة الاشتراكية على المستوى الدولي. هذا الاعتقاد، أو الحماسة التي تمسك بها ماو، فصل ماو عن الشيوعيين الصينيين الآخرين وقاد ماو إلى طريق ما أسماه ليون تروتسكي «القومية الثورية المسيانية»، والتي كانت أساسية لفلسفته الشخصية. لقد أشاد الناشط الألماني اليميني المتطرف مايكل كوهنن بعد الحرب العالمية الثانية، وهو نفسه ماوي سابق، بالماوية باعتبارها شكلاً من أشكال النازية الصينية.

### ماو سبونتكس
يشير ماو سبونتكس إلى تفسير ماوي في أوروبا الغربية يشدد على أهمية الثورة الثقافية والإطاحة بالتسلسل الهرمي.

## الماوية في مختلف دول العالم

عناصر ماوية مسلحة في الهند

### الهند
الحزب الشيوعي الهندي (الماوي) هو حزب سياسي عسكري يهدف كبقية الماويين إلى قلب نظام الحكم في الهند. وقد تأسس بتاريخ 21 سبتمبر من عام 2004، من خلال اندماج الحزب الشيوعي الهندي (ماركسي لينيني) تيار حزب الشعب، والمركز الشيوعي الماوي في الهند (MCC). تم الإعلان عن الاندماج في 14 أكتوبر من العام نفسه. في عملية الدمج تشكلت لجنة مركزية مؤقتة، والحزب الشيوعي الهندي الماوي حزب محظور وتشن عليه السلطات حملات عسكرية كان أخرها حملة الصيد الأخضر التي منيت بفشل ذريع بسبب تطور العقيدة القتالية للماويين المستندة على الفكر الماوي وخصوصا مسألة الممارسة العملية بالإضافة إلى الاستراتيجيات العسكرية الحربية التي وضعها ماوتسي تونغ وطورها القادة الماويون هناك.
من أبرز رموز الحركة الماوية الهندية تشارو مازومدار
ترجع الأصول التاريخية للحركة الماوية في الهند منذ الستينات في العام 1964 انشق الجناح الثوري وأسس الحزب الشيوعي الهندي (الماركسي) الذي تطور وأصبح الماركسي اللينيني الذي قامت مجموعاته بانتفاضة مسلحة عرفت باسم الناكسال«من قرى البنغال الشرقي» في شرق الهند.
وفي أبريل من العام 1969 تحولت لجنة التنسيق إلى الحزب الشيوعي الهندي (الماركسي – اللينيني)، وانتخب تشارو مازومدار أمينا عاما له وتبنى الحزب الجديد الماركسية - اللينينية - فكر ماو تسي تونغ مشكلا بذلك أحد أهم الأحزاب الماوية على مستوى العالم. وقد انتشرت الأفكار الماوية بين الفلاحين وعمال المدن وكذلك بين طلاب الجامعات إثر خوض هذا الحزب
الكفاح المسلح ضد النظام. كما حددت الوثائق الثمانية للرفيق الشهيد الخط العام لمسير الثورة في الهند بالاعتماد على الحرب الشعبية الممتدة/طويلة الأمد. على إثر الانتفاضة قامت قوات وزارة الداخلية المحلية (برئاسة الحزب الشيوعي الهندي – الماركسي) بحملة قمع واسعة ضد الشيوعيين الماويين الذين باتوا يعرفون باسم «الناكساليين» في محاولة لوضع حد لانتفاضة الفلاحين فيما يعرف الحرب الشعبية في الهند- تمرد الناكسال الماويين
النيبال في العام 1996 انطلقت شرارة حرب شعبية مسلحة يقودها الحزب الشيوعي الماوي في النيبال بقيادة زعيمه بوشبا كمال دهال المعروف ببرجندا وتعني المرعب حتى عام 2006 حين توصلت اتفاقيات سلام مع الحكومة إلى إلغاء الملكية في النيبال وإقامة الجمهورية بعد 260 عاماً من حكم الملكية كان آخرا الملك جينناندرا الذي يعيش كمواطن عادي في العاصمة كتماندو وبقيت حالة من الاضطراب السياسي في النيبال حتى عام 2012 حين دمجت قوات جيش التحرير الشعبي التابع للحزب الشيوعي الماوي مع قوات الجيش النظامي الأمر الذي أثار سخط الحركات الماوية في العالم بقيادة الحزب الشيوعي الثوري في الولايات المتحدة والذي تبنت رأيه العديد من الحركات المؤسسة للتيار الماوي العالمي حركة الثورة العالمية المعروفة اختصاراً«ريم RIM» ويتم الإعداد للجنة أممية أخرى بعد إقصاء الحزب النيبالي الذي انشق على برجندا رفضاً للسياسات التي أعتبرت خروجاً عن الأصول الشيوعية الثورية.
تركيا ظهرت الماوية في تركيا على يد الزعيم الشيوعي الشاب إبراهيم كايباكايا عام 1969 حين وضع أسس الماركسية اللينينية المناهضة للتحريفية وبأفكار الرئيس الصيني ماو تسي تونغ فيما بعد أصبح التيار الماوي يحمل اسم الحزب الشيوعي التركي (الماركسي – اللينيني) أو البارتيزان وأسست جيش تحرير العمال والفلاحين التركي (TIKKO) وتشكل أيضاً في تركيا العديد من الأحزاب الماوية منها الحزب الشيوعي الماوي الذي اغتالت القوات الحكومية معظم قيادته في قصف على مقر اجتماع للجنة المركزية بقيادة الزعيم الماوي جعفر يانكوز الذي قتل برفقة قيادات الحزب، وتشهد تركيا حركة ماوية نشطة وحربا شعبية لم تتطور لأن تصبح مؤثرة بشكل عنيف كما في الهند والنيبال والبيرو سابقاً.

## التنظيمات الماوية

من اليمين إلى اليسار: ماو، ستالين، لينين، إنغلز، ماركس

تعتبر التنظيمات الماوية من أكثر الأحزاب الشيوعية في العالم راديكالية لاستخدامهم وسيلة الحرب الشعبية وهي بناء جيش عسكري تابع للحزب الشيوعي الماوي الذي يتبنى الماوية كتطور ثالث للماركسية اللينينية وقد استطاع الماويين في النيبال إسقاط النظام الملكي وكذلك الهند حيث يسيطر الماويين في الحزب الشيوعي الهندي - الماوي على الساحل الشرقي للهند كاملاً.
وتشهد العديد من الدول تطوراً وانتشاراً للماويين كالهند والنيبال والفلبين وتركيا والبيرو والمغرب العربي.
ومن أبرز الشخصيات الماوية في العالم الرئيس البيروفي «بحسب تسميته» ابيمال غوزمان أو المعروف بالرئيس غونزالو ويمضي فترة سجن طويلة في البيرو وهو مؤسس الحزب الشيوعي البيروفي وهناك جوما رئيس الجبهة الديمقراطية الثورية لتحرير الفلبين وهناك أيضا برجندا رئيس وزراء النيبال وقائد الحزب الشيوعي النيبالي الماوي الموحد.
والرجل الثاني بابرام بهتاري وهي شخصيات اعتبرها الماويون في العالم خارجة عن النهج الثوري الذي اتخذوه وكان انشقاق حدث في هذا الحزب رافضا أي تسوية سلمية مع السلطة النيبالية.
يرجع تأسيس الماوية إلى تيارات عديدة في الحركة الشيوعية جائت رافضة للمؤتمر العشرين للأتحاد السوفييتي، فمثل ابيمال غوزمان في البيرو كان في الهند تشارو مازومدار
ومن أبرز قادة التيار الماوي الثوري في العالم «الشيهد علي آزاد» وهو قائد ماوي هندي قتل اثر كمين نصبته القوات الحكومية له.
وهناك إبراهيم كايباكيا التركي الذي اعدمته السلطة العسكرية في تركيا وجعفر يانكوز التركي والعديد العديد من رموزهم الثورية.
تشهد المغرب ولادة لنواة ماوي قتل أحد اعضائها عام 2008 ويقبع العديد من اعضائها في السجون في نشاطات طلابية ضد خصخصة النظام التعليمي ومطالبات سياسية أخرى وهم ضمن الاتحاد الوطني لطلبة المغرب.
تعتبر الأحزاب الماوية من الأحزاب الكبرى في العالم التي يصل اعضائها إلى مئات اللآلاف كما تلاقي تأييداً شعبيا عظيما بين فقراء الدول التي يتواجدون فيها.
تجتمع الحركات الماوية الثورية في العالم تحت ما يعرف باسم «حركة الثورة العالمية» وهي تيار يضم العديد من الاحزاب الماوية ذات الاجنحة المسلحة التي تخوض في أغلب الأحيان قتالاً ضد الأنظمة، وقد انضم إلى مجموعة الاحزاب التي تتبنى الكفاح المسلح ضد الأنظمة الحاكمة، الحزب الشيوعي الماوي الأفغاني- شعلة جاويد- والتي تعني الشعلة الخالدة.

## أبرز قادة الحركة الماوية في العالم
ابيمال غوزمان في البيرو والقائد الأفغاني أكرم ياري والقائد الهندي تشارو مازومدار ومن أهم قيادات الماويين في العالم القائد التركي إبراهيم كايباكايا

## وصلات خارجية
- ماوية على موسوعة بريتانيكا.
- «الفكر التوجيهي للثورة: قلب الماوية» (PDF). مشروع دولي.
- Marx2Mao.org. مكتبة ماو الإنترنت.
- موسوعة الماركسية. فكر ماو تسي تونغ.
- موسوعة الماركسية. حياة ماو.
- باتشلور، ج. (2009). «الماوية والماركسية الكلاسيكية». مجلة كليو التاريخ.
- «دراسة اقتصادية جديدة تقول إن الصين يمكن أن تنمو بسرعة أكبر بحلول عام 2036 إذا تم إعادة سياسات الرئيس ماو» نسخة محفوظة 17 يوليو 2017 على موقع واي باك مشين.. بيزنس إنسايدر. 10 أغسطس 2015.